# Elgaria multicarinata
Elgaria multicarinata (лат.) — вид ящериц семейства веретеницевых.
Среднего размера ящерица, с длиной тела около 18 см и вдвое длинным хвостом. Окраска тела варьирует от серой и коричневой до желтоватой, брюхо светлее. На спине 9—13 тёмных поперечных полос с белыми пятнами. Глаза вокруг зрачка жёлтые.
Встречается в южной части американского штата Калифорния и северной части мексиканского штата Нижняя Калифорния. Обитает в светлых лесах, на полях, в парках и садах.
Активна днём, укрываясь в траве, под камнями и старыми деревьями. Хвост использует для хватания при лазании. Питается в основном насекомыми и паукообразными, реже мелкими пресмыкающимися, млекопитающими, птенцами и яйцами. Зимой впадает в спячку.
Яйцекладущая ящерица. Самка производит 2—3 кладки, содержащей от 1 до 41, в среднем 12 яиц. Беременность длится 60 дней, инкубационный период — также 60 дней. Детёныши становятся половозрелыми в возрасте 2 лет.